# سووایا (بلاتسه)
سووایا (به صربی: Suvaja) یک منطقهٔ مسکونی در صربستان است که در بلاتسه واقع شده‌است. سووایا ۸۹ نفر جمعیت دارد.